# Olympische Winterspiele 2006/Eisschnelllauf – 500 m (Frauen)
Die 500 m im Eisschnelllauf der Frauen bei den Olympischen Winterspielen 2006 wurden am 14. Februar 2006 im Oval Lingotto ausgetragen. Olympiasiegerin wurde die Russin Swetlana Schurowa vor Wang Manli und Ren Hui aus China.

## Bestehende Rekorde

### 500 m (1 Lauf)
| Weltrekord         | Catriona LeMay Doan ( Kanada) | 37,22 s | Calgary        | 9. Dezember 2001 |
| Olympischer Rekord | Catriona LeMay Doan ( Kanada) | 37,30 s | Salt Lake City | 13. Februar 2002 |

### 500 m (2 Läufe)
| Weltrekord         | Catriona LeMay Doan ( Kanada) | 74,72 s | Salt Lake City | 9. März 2001     |
| Olympischer Rekord | Catriona LeMay Doan ( Kanada) | 74,75 s | Salt Lake City | 14. Februar 2002 |

## Ergebnisse
| Rang | Name                  | Land                | 1. Lauf  | 1. Lauf | 2. Lauf  | 2. Lauf | Gesamt |
| Rang | Name                  | Land                | Zeit (s) | Rang    | Zeit (s) | Rang    | Gesamt |
| ---- | --------------------- | ------------------- | -------- | ------- | -------- | ------- | ------ |
| 001  | Swetlana Schurowa     | Russland            | 38,23    | 1       | 38,34    | 2       | 76,57  |
| 002  | Wang Manli            | Volksrepublik China | 38,31    | 2       | 38,47    | 5       | 76,78  |
| 003  | Ren Hui               | Volksrepublik China | 38,60    | 4       | 38,27    | 1       | 76,87  |
| 004  | Tomomi Okazaki        | Japan               | 38,46    | 3       | 38,46    | 4       | 76,92  |
| 005  | Lee Sang-hwa          | Südkorea            | 38,69    | 6       | 38,35    | 3       | 77,04  |
| 006  | Jenny Wolf            | Deutschland         | 38,70    | 7       | 38,55    | 6       | 77,25  |
| 007  | Wang Beixing          | Volksrepublik China | 38,71    | 8       | 38,56    | 7       | 77,27  |
| 008  | Sayuri Ōsuga          | Japan               | 38,74    | 9       | 38,65    | 8       | 77,39  |
| 009  | Sayuri Yoshii         | Japan               | 38,68    | 5       | 38,75    | 11      | 77,43  |
| 010  | Chiara Simionato      | Italien             | 39,02    | 11      | 38,66    | 9       | 77,68  |
| 011  | Jennifer Rodriguez    | Vereinigte Staaten  | 38,97    | 10      | 38,73    | 10      | 77,70  |
| 012  | Annette Gerritsen     | Niederlande         | 39,12    | 12      | 38,97    | 12      | 78,09  |
| 013  | Xing Aihua            | Volksrepublik China | 39,20    | 13      | 39,15    | 13      | 78,35  |
| 014  | Sanne van der Star    | Niederlande         | 39,26    | 14      | 39,33    | 15      | 78,59  |
| 015  | Yukari Watanabe       | Japan               | 39,46    | 17      | 39,19    | 14      | 78,65  |
| 016  | Shannon Rempel        | Kanada              | 39,42    | 15      | 39,43    | 19      | 78,85  |
| 017  | Amy Sannes            | Vereinigte Staaten  | 39,42    | 15      | 39,47    | 20      | 78,89  |
| 018  | Choi Seung-yong       | Südkorea            | 39,65    | 21      | 39,37    | 16      | 79,02  |
| 019  | Judith Hesse          | Deutschland         | 39,64    | 20      | 39,39    | 17      | 79,03  |
| 020  | Kim Yu-rim            | Südkorea            | 39,57    | 18      | 39,68    | 24      | 79,25  |
| 021  | Kerry Simpson         | Kanada              | 39,69    | 22      | 39,65    | 22      | 79,34  |
| 022  | Krisy Myers           | Kanada              | 39,83    | 23      | 39,60    | 21      | 79,43  |
| 023  | Elli Ochowicz         | Vereinigte Staaten  | 39,83    | 23      | 39,65    | 22      | 79,48  |
| 024  | Pamela Zoellner       | Deutschland         | 40,16    | 27      | 39,40    | 18      | 79,56  |
| 025  | Lee Bo-ra             | Südkorea            | 40,01    | 25      | 39,72    | 25      | 79,73  |
| 026  | Kim Weger             | Kanada              | 40,01    | 25      | 39,98    | 27      | 79,99  |
| 027  | Swjatlana Radkewitsch | Belarus             | 40,45    | 29      | 39,91    | 26      | 80,36  |
| 028  | Chris Witty           | Vereinigte Staaten  | 40,23    | 28      | 40,46    | 28      | 80,69  |
| 029  | Julija Nemaja         | Russland            | 39,63    | 19      | 1:12,76  | 29      | 112,39 |
| DSQ  | Marianne Timmer       | Niederlande         | –        | –       | –        | –       | –      |